# アダニーヤ・シブリー
アダニーヤ・シブリー (Adania Shibli, 1974年-) は、パレスチナの作家、エッセイストである。彼女の小説『とるに足りない細部』が2020年にエリザベス・ジャケットにより英訳されて話題になり、2022年にギュンター・オルトによりドイツ語訳され2023年のフランクフルト・ブックフェアで文学賞を受賞する予定であったが、授賞式が中止されたことで論争を巻き起こした。

## 経歴と教育

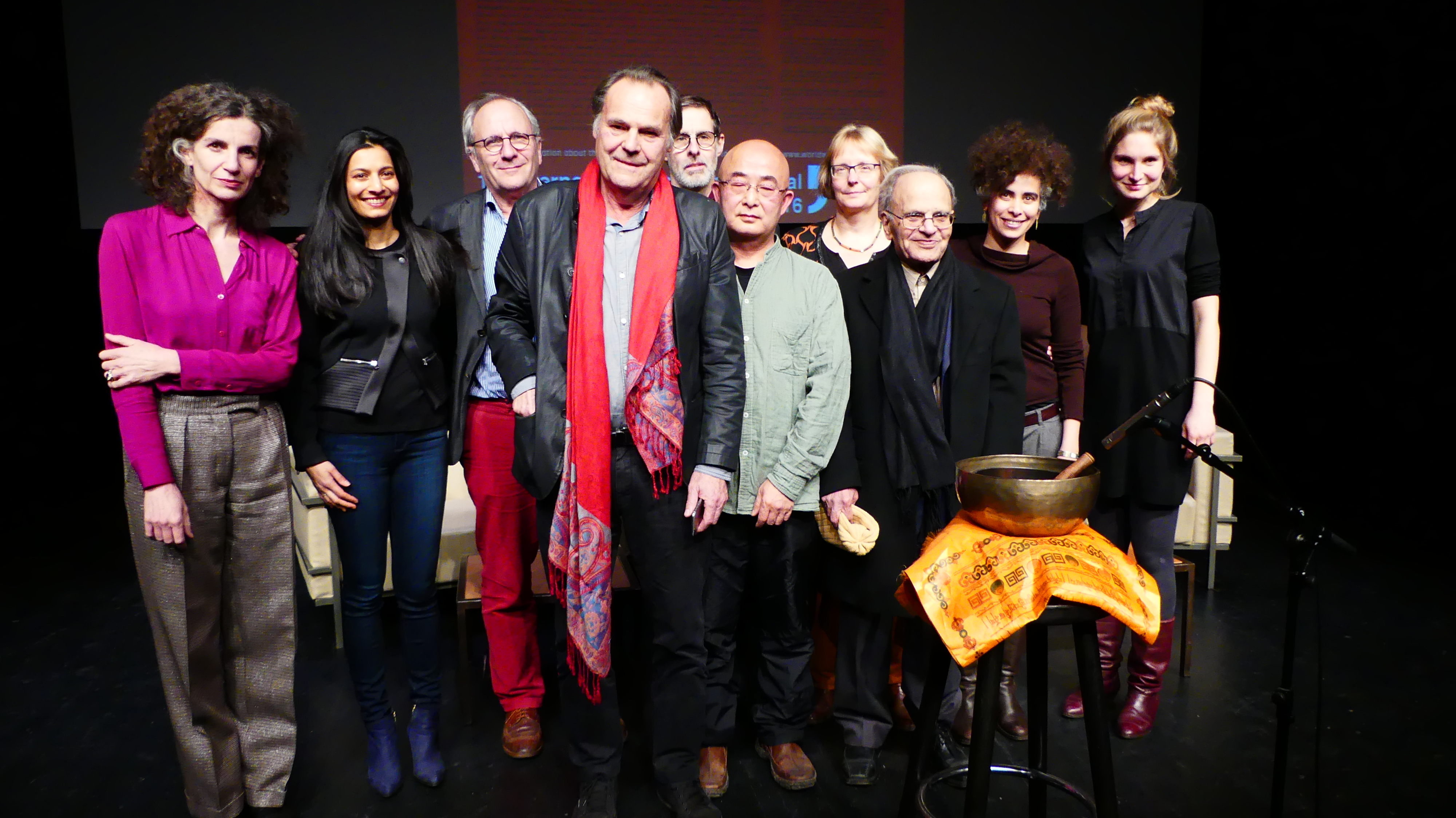
2016年1月14日、ベルリンのヘッベル・アム・ウファー劇場で行われたアシュラフ・ファイヤードのワールドワイドリーディング。右から2番目がシブリー。

シブリーは1974年にパレスチナで生まれた。彼女はイースト・ロンドン大学でメディア文化研究の博士号を取得した。博士論文のタイトルは、「視覚的テロ：英仏テレビネットワークによる『テロによる戦い』に見る、9/11攻撃と主要攻撃の映像作品の研究」である。彼女はまたベルリン高等研究所の中東におけるヨーロッパ研究センターにおいて、ポスドク研究員を務めた。シブリーはノッティンガム大学で教鞭をとり、2013年からはパレスチナのビルゼイト大学哲学・文化研究科で非常勤教授を務めている。
シブリーと子どもたちはエルサレムとベルリンを行き来しながら暮らしている。シブリーはアラビア語、英語、ヘブライ語、フランス語、韓国語、ドイツ語を話す。

## 作家活動
1996年以来シブリーは、ヨーロッパと中東でいくつもの文芸誌に作品を発表してきた。さらに彼女は小説、戯曲、短篇、エッセイに仕事を広げ、複数言語でアンソロジー、美術書、文芸誌を刊行してきた。
彼女のノンフィクションには、美術書『Dispositions (ラマッラー：Qattan)』やエッセイ集『アイデアを交差する旅：エドワード・サイードとの対話』 (ベルリン: 世界文化の家) が含まれる。このエッセイ集は2013年にシブリーがキュレートしたシンポジウムとなり、ベルリンの世界文化の家で開催された。
2020年12月に行われたドイツの文芸ジャーナリスト、クラウディア・シュタインベルグのインタビューでシブリーは、彼女の小説『とるに足りない細部』のエリザベス・ジャケットによる最近の英訳、彼女のドイツでの生活、パレスチナとイスラエルの不公平な関係について次のように語っている。
私にとって、この状況は決してユダヤ人であることに関するものではありません。人々の間の相違はしばしば不公正で、それは人種差別に関する初期の教訓です。私の両親は干渉しませんでした。彼らは15歳の時にナクバを経験しました。私の祖父は殺害されました。それについては沈黙し、(…) パレスチナは生活の場で、経験の場です。しかしまた目撃する場であり、私たちに教えてくれる場です。もしあなたが聞いたら、とても自然に思いやりが生まれ、あなたはパレスチナの国境に限らず他者への思いやりの関係を築けるでしょう。これは私にとって倫理的ポイントです―こうした状況下にここに生活している人間として、この地から個人のレベルで持ち出せるものとして―文学の観点からこの地が何を創造できるかということです。
さらに彼女は追加して語った。
私は、イスラエル国とイスラエル政治およびイデオロギーの中でパレスチナ人を他者とみなすことによる不公正、植民地、占領、そして屈辱に抗議します。私はそれが終了してほしいです。私はパレスチナ国家も、イスラエル国家のどちらも望んでいないです。私はどんな国家もいらない、実際 (…) 私は作家なので、ファンタジーに浸ることができます。

## 著作
- Minor Detail (Originally published as تفصيل ثانوي, Tafṣīl Ṯānawī, 2017), Fitzcarraldo Editions / New Directions[12], 2020, ISBN 9780811229074
  - 『とるに足りない細部』山本薫訳、河出書房新社、2024年8月 ISBN 978-4-309-20909-8
- Keep your eye on the wall: Palestinian landscapes, Saqi Books, London, 2013, ISBN 9780863567599
- We are all equally far from love (Kulluna Ba’id bethat al Miqdar aan el-Hub) (كلنا بعيد بذات المقدار عن الحب), Clockroot Books, Northampton, MA, 2012, ISBN 9781566568630
- Touch (Masaas) (مساس), Clockroot Books, Northampton, MA, 2010, ISBN 9781566568074
- "In Ramallah, on the borders", essay published in the book In Ramallah, Running, edited by Guy Mannes-Abbott and Samar Martha, 2012, ISBN 9781907317675

## 受賞
シブリーは2001年の小説『Touch』と2003年の『We are all equally far from lobe』により、A・M・カッタン財団からパレスチナ若手作家賞を受賞した。またバニパル誌とヘイ・フェスティバルの主催する、40歳以下のアラブ人作家グループであるベイルート39の一人に名前を連ねた。エリザベス・ジャケットが英訳した『とるに足りない細部』は2020年の全米図書賞翻訳文学部門の最終候補に選ばれた。2021年に同書は国際ブッカー賞の最終候補にもなった。2024年8月、彼女は同書でスペインのレオン市のレテオ賞を受賞した。

## 2023年フランクフルト・ブックフェアでの授賞式中止をめぐる論争
シブリーの小説『とるに足りない細部』は、ギュンター・オルトによりドイツ語に翻訳され、2023年ドイツの文学団体リトプロムによりリベラトゥール賞に選ばれた。部分的に歴史的事実に基づいた小説は、1949年に起きたイスラエル兵によるパレスチナ少女のレイプと殺人を描いたもので、彼は後にイスラエルの法廷で殺人罪（レイプでなく）の有罪判決を受けた。当初、フランクフルト・ブックフェアでの授賞式は2023年10月20日に行われると案内されていた。その日付の数日前に、ドイツのジャーナリストがこの小説は反ユダヤ主義を表現したものだと抗議したことで、リトプロムはブックフェアでの授賞式を中止し、無期限に延期した。さらに、2023年パレスチナ・イスラエル戦争が続いていることも中止の理由だった。リトプロムとブックフェアは「イスラエル側に完全に連帯する」と声明を出した。これにより、アラブ首長国連邦出版協会とアラブ出版協会はブックフェアから撤退し、英訳出版社はブックフェアの期間中は電子書籍を無償で提供した。
10月12日に著名な文芸評論家イリス・ラディッシュは、週刊ディー・ツァイト誌上で文学賞への支持を表明した。彼女は小説が国際的に評価されていることや、ドイツの文芸批評家により「文芸作品として当然賞賛された」ことに言及した。さらにラディッシュは、パレスチナの作家による傑出した小説を、「現在のハマスによる大量殺人」と関連付けるのは、真剣な文芸評論とは全く関係ないとした。10月13日のフランクフルター・アルゲマイネ・ツァイトゥング紙では、文学者でジャーナリストのパウル・インゲンダーイが、2022年に彼女の作品がドイツ語に翻訳された際のシブリーへのインタビューに言及した。ここでインゲンダーイは、シブリーが管理され危機下にある人物を文学として表現することに関心のある作家で、それは作家と読者双方が隠された洞察を得ることができるとして、シブリーの発言を引用している。要約すると、インゲンダーイはシブリーがどんなナショナリズムも非難し、「他者の苦しみに気づく」ことを支持していると書いた。シブリーのパレスチナ人としてのアイデンティティについての彼の質問に対し、「シブリーは政治的声明を恐れ、特にアジテーションを警戒した。その代わり、彼女は『とるに足りない細部』を書き、より一般的なフィクションの執筆を、言語、場所、そしてアイデンティティを考える場所として評価するのを主張した。それらは常にだれが読むかに依っている」。
その一方、10月11日のディー・ターゲスツァイトゥング紙でジャーナリストのウルリッヒ・ノラーは、小説が反ユダヤ主義的表現だと非難した。作家のマキシム・ビラーは南ドイツ新聞に、「この本は、おびえたパレスチナ人の象徴的殺人者を1人称で書き、それは顔も名前もない粗暴なイスラエル兵で、結末で小説は非文学的なプロパガンダに突入している」と見解を載せた。
2023年11月、ハンブルク地方裁判所は、ターゲスツァイトゥング紙のシブリーの小説についての記事における批判的発言の禁止要請を却下した。裁判所の声明は、これらの記事が言論の自由の表現に含まれるものであり、記事は本の内容についてであって作家の信条についてではないので、文芸批評は厳しい判断を下す権利があるとされた。シブリーが「BDS運動の活動家」だという記述も禁止されず、この記事はジャーナリストの判断を反映していて、シブリーのこれまでの、イスラエル作家のボイコットを支持する活動を反映した可能性があるとされた。
受賞式の中止が発表されると、コルム・トビーン、イアン・マキューアン、アン・エンライト、ヒシャーム・マタール、カミラ・シャムシー、ウィリアム・ダルリンプルを含む1000人以上の作家や知識人たち、そしてノーベル賞受賞者のアブドゥルラザク・グルナ、アニー・エルノー、オルガ・トカルチュクが、フランクフルト・ブックフェアを批判し、ブックフェアが「この残忍で過酷な時期に、パレスチナ作家が彼らの思想、感情、文学への考察を共有する場を提供する責任があり、彼らを締め出す責任はない」という公開書簡を書いた。ブックフェアでのスピーチで哲学者のスラヴォイ・ジジェクは、ブックフェアの決定は「スキャンダルだ」と表現した。

## 関連文献
- 中東現代文学研究会（編）「中東現代文学選　2021」、プロジェクト・ワタン、2022年3月、2024年6月11日閲覧。
  - 田浪亜央江『アダニヤ・シブリー「この海はムハンマド・アル＝ハティーブのもの」解説』。